# Sint-Ritakerk (Kontich)

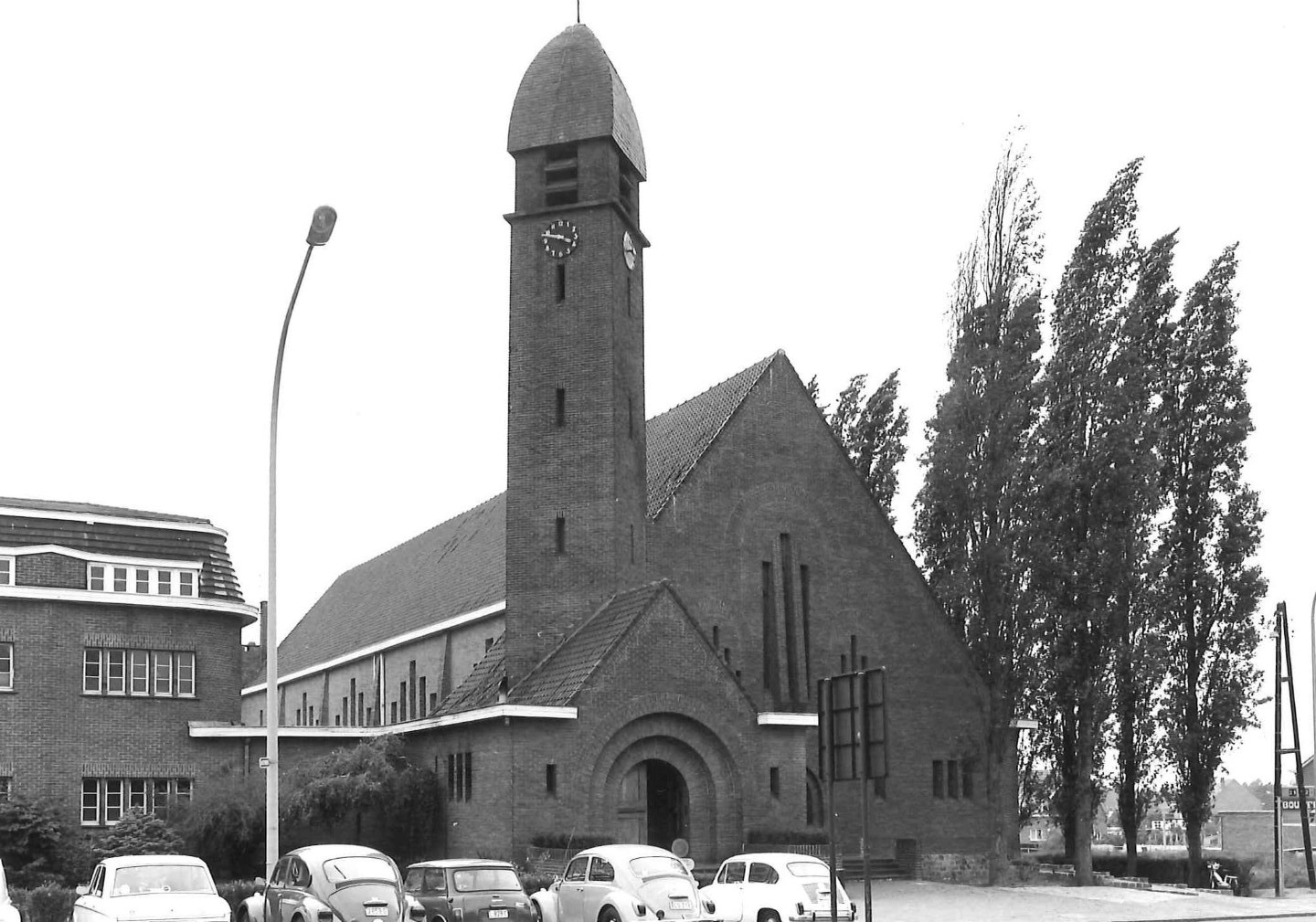
Sint-Ritakerk

De Sint-Ritakerk is een parochiekerk in de Antwerpse plaats Kontich, gelegen aan de Pierstraat 3.
Deze kerk werd gebouwd in 1936-1937 naar ontwerp van Jos Willems in de stijl van de nieuwe zakelijkheid. Het was oorspronkelijk een kloosterkerk die behoorde tot het in hetzelfde jaar opgerichte Augustijnenklooster, dat ook het Sint-Ritacollege omvatte. De bijbehorende wijk werd eveneens Sint-Rita genoemd.
In 1959 werd de kerk een kapelanie en in 1966 werd hij verheven tot parochiekerk. De augustijnen vertrokken in 2004.
Het is een naar het zuidwesten georiënteerde bakstenen kerk onder zadeldak, met een toren die boven een portaalgebouwtje is gebouwd dat zich zuidoostelijk van de voorgevel bevindt. De kerk heeft een vlak afgesloten koor.